# أبوسوم أغريكولا النحيل
أبوسوم أغريكولا النحيل (الاسم العلمي:Cryptonanus agricolai)، هو نوع من الأبوسوم يتواجد في شرق البرازيل.